# Arijus van Tinhoven
Arijus van Tinhoven (Gorinhem, 3. maj 1886 — 8. septembar 1965) bio je holandski lekar koji je postao poznat zahvaljujući radu kao ratni hirurg u Srbiji tokom Balkanskih ratova, a takođe i kao šef hirurškog odeljenja Vojne bolnice u Valjevu tokom Prvog svetskog rata. Kao član istražne komisije učestvovao je u istrazi ratnih zločina austrougarske vojske u Srbiji.

## Mladost
Arijus van Tinhoven bio je sin Bertusa Danijela van Tinhovena, građevinskog inženjera, i Žane Mišeline van de Vetering. Van Tinhoven je završio gimnaziju u Hagu. Nakon maturiranja otišao je u Indoneziju (tadašnju holandsku koloniju), ali se zbog jedne operacije sa nepovoljnim ishodom, usled koje je veoma onemoćao, vratio u Holandiju.
Studirao je u Amsterdamu, gde je sredinom marta 1912. godine diplomirao na Medicinskom fakultetu.

## Prvi balkanski rat (1912)
Preduzimljiv, kakav je očito bio, 24. oktobra 1912. godine krenuo je za Beograd kako bi stupio i službu u Crvenom krstu Srbije. Bio je u pratnji dva medicinska radnika. Pošto holandski Crveni krst nije planirao da za Srbiju obezbedi ambulantnu službu, određen broj uglednih ljudi je Van Tinhovenu dao novac na raspolaganje. Navodno se radilo o iznosu od 3.000 guldena. Ovim putem je kompletna ambulantna služba ipak omogućena. Ambulante su bile vrsta ekipa medicinske pomoći koje su privatne organizacije slale na žarišta sukoba usled nedostatka medicinskog osoblja za zaraćene strane.
O trošku srpske vlade ovoj ambulanti su se priključili još jedna medicinska sestra i jedan medicinski radnik iz institucije za brigu o bolesnima Providentia iz Haga, sa 'celokupnom opremom institucije'. Nekoliko dana kasnije je još troje ljudi krenulo iz Holandije u Srbiju da Van Tinhovenu ponudi svoje usluge (dvoje njih iz vojne bolnice u Lejdenu – V. Dahmen i D. van Vuren – i jedan iz Tilburga). Zahvaljujući, između ostalih, dvama predavanjima dr. Kramera, u Holandiji je kasnije prikupljeno još više novca. U Busumu je 22. novembra organizovana dobrotvorna manifestacija holandskog Crvenog krsta u svrhu nabavljanja rendgen aparata.
Van Tinhoven je otvorio u Beogradu privremenu bolnicu, jednu od petnaest (kasnije ih je bilo ukupno devetnaest), u velikoj zgradi srednje škole. U početku je imao pomoć samo jednog studenta i jednog mladog lekara, kasnije i dr. De Jonga u pratnji starijeg Srbina, koji je obavljao funkciju tumača. Van Tinhoven je sam napravio i salu za operacije; najveći broj operacija se sastojao iz vađenje metaka iz nogu, ruku, trbuha itd. U bolnici je ležalo najmanje dve stotine ranjenih. Ranjenici su verovatno dolazili iz Kumanova i Prilepa, među kojima je najviše bilo onih sa promrzlim stopalima. Ubrzo je Van Tinhovenu pružena pomoć sa svih strana, uglavnom od strane žena. Prvo je nekoliko dana proveo u Grand hotelu, ali mu je nekoliko dama obezbedilo nameštenu sobu sa novim nameštajem u sklopu bolnice. S druge strane, ranjenici su hteli da što pre napuste bolnicu kako bi 'sa uživanjem pobili nekoliko Turaka'. Kasnije bi i ranjeni turski pacijenti, među kojima je izbila epidemija boginja, su primani: morali su da se smesta izoluju i odnesu u barake, a osoblje je moralo da se vakciniše. O kvalitetu holandske ambulante je rečima hvale pisala i strana štampa.

## Proširenje ambulante (1913)
Osoblju se 1913. godine pridružio, između ostalih, i dr. Van Hamel i sada ih je ukupno bilo desetoro. Nakon pada Jedrena, Van Tinhoven je, zajedno sa Van Hamelom, na molbu srpske vlade, otvorio veliku bolnicu za ranjene. Za potrebe bolnice je stavljeno na raspolaganje radno postrojenje jedne velike šećerane udaljene sat vremena od Beograda. Van Tinhoven je postavio uslov da osoblje (četiri medicinske sestre i dva medicinska radnika) iz Holadnije dođe u Srbiju o trošku Crvenog krsta Srbije.

## Odlikovanja
Krajem maja 1913. godine vratio se u Hag. Pri odlasku iz Beograda dobio je dva ordena od srpskog kralja: Orden svetog Save četvrtog reda i orden Crvenog krsta Srbije. U povratku je boravio nekoliko dana u Berlinu da bi 31. maja vozom stigao na hašku železničku stanicu. Odbio je zvanični doček ali je nekolicina lekara ipak bila prisutna. Osmog juna 1914. godine je usledilo njegovo odlikovanje činom oficira u Redu Oranski Nasau.

## Drugi balkanski rat (1913)
Usled pomola novih neprijateljstava, Van Tinhoven se na molbu srpske vlade početkom jula vratio u Srbiju kako bi pripremio eventualno otvaranje ambulante. U isto vreme je u Beograd stigla i sestra De Hrote iz Holandije. Iste večeri su očistili i otvorili bolnicu. Uveče je pristiglo prvih 230 ranjenika; u narednih 36 sati je neprekidno operisano.
Ambulantu su, pored njega samog, činili još i dr. Van Hamel, dvojica stažista i devetoro medicinskih radnika. Van Tinhovenov otac, dr. C.B. Tilanus i još nekolicina gospoda iz Amsterdama, koji su osnovali tzv. 'Balkanski komitet', prikupili su sredstva. Aktivnosti su bile usredsređene na Valjevo; međutim, broj ranjenih je brzo opao, tako da je već u septembru sve bilo spremno za Van Tinhovenov povratak. Pri odlasku je za ambulantu organizovana velika gozba u Grand hotelu, gde je Van Tinhoven proglašen za počasnog građanina.

## Prijem
Početkom oktobra 1913. godine vratio se u Holandiju, ovog puta uz odgovarajuće počasti: prvo na stanici u Amsterdamu, a onda i na Glavnoj železničkoj stanici u Hagu. Dr. Kramer je istakao kako je Van Tinhoven u Srbiji 'proslavio holandsko ime'. Lekar je čak postao i polu-Srbin zbog toga što je postao počasni građanin Valjeva. Takođe je i generalni konzul Srbije, M. Merens (koji ga je dopratio iz Amsterdama), govorio o tome kako se, između ostalih, Van Tinhoven prvi javio konzulatu. Zahvaljujući njegovoj brzoj inicijativi bio je od velikog značaja za Srbiju.
Dva dana kasnije, 6. oktobra, održan je ručak u hotelu 'Central' u Hagu: sala je za tu priliku ukrašena cvećem i vencima, kao i lentama u bojama Srbije. Jelima su dodeljeni nazivi u skladu sa dobrotvornim radom osoblja ambulante. Van Tinhoven stariji je tom prilikom označen kao 'duša pokreta'.
Kasnije je Van Tinhoven izjavio da je njegova deviza bila: ko se u takvim okolnostima prvi nađe, pomaže dvostruko. U modernim ratovima sve se svodilo na to da se neprijatelju što brže zada prvi udarac. Kupovina hirurških instrumenata se obavljala za nekoliko sati. Iako je holandski Crveni Krst bio izvanredna organizacija, birokratija je, po njegovom mišljenju, stajala na putu brzoj intervenciji. Povrh svega, na Balkanu nije bilo ni dovoljno lekara.

## Berlin (1914)
U okviru daljih studija postao je asistent hirurga prof. Valtera Kauša u bolnici ‘Auguste Victoria‘ u Berlinu. Početkom marta 1914. godine Van Tinhoven je održao predavanje u Berlinu o svojim iskustvima u Srbiji, čiji je narod u međuvremenu veoma zavoleo. Osim slika koje prikazuju rad u ambulanti i bolnicama, i slika ranjenih, takođe je pokazao i fotografije svakodnevnih stvari kao npr. pejzaže. Zahvaljujući tome je predavanje bilo manje suvoparno nego što se očekivalo. Po završetku je dobio iskrene ovacije mnogih Srba u Berlinu, koji su takođe prisustvovali predavanju. Slučaj Srbije i njen vapaj za nezavisnošću uživali su veliku popularnost u drugim delovima Evrope i u svetu, između ostalih i kod engleskog istoričara G.M.Treveljana (G.M. Trevelyan).
Tako je Van Tinhoven boravio u Berlinu, kada su političke tenzije krajem jula 1914. godine eskalirale. Pri Srpskom poslanstvu je u međuvremenu ponudio svoju pomoć. Kada se ispostavilo da su Srbiji potrebni lekari, Van Tinhoven je o tome putem telegrama odmah obavestio sestru De Hrote (svoju buduću suprugu), koja mu je asistirala pri operacijama i prethodna dva puta. Takođe je poslao telegram kući, tražeći novac, a kupio je i potrebne instrumente.

## Prvi svetski rat
Van Tinhoven je ponovo vršio operacije i Srbiji nakon izbijanja Prvog svetskog rata avgusta 1914. godine, iako ovoga puta nije bila formirana nijedna holandska ambulanta: svi uključeni u zbrinjavanje ranjenih su delovali na sopstvenu inicijativu. Postao je šef hirurgije u Vojnoj bolnici u Valjevu. Van Tinhoven je prvo učestvovao u komisiji u ime komandanta Drinske divizije u cilju istrage ratnih zločina kod Zavlake i Brzaka. Ostali članovi su bili Janićije Krasojević, dr. Svetislav Nikolajević i Žil Šmit (inženjer iz Ženeve). Oni su 21. i 22. avgusta posetili to područje i konstatovali sistematski masakr od strane austrougarskih trupa. Tela su bila osakaćena, ljudi povešani, domaćinstva uništena i životinje poubijane.
Od jeseni je vladao crevni tj. trbušni tifus, pegavi tifus (prema mišljenju Van Tinhovena svesno primenjivan kao sredstvo od strane Austrijanaca, jer je inače izuzetno redak kao bolest) i dizenterija. Usled prve dve bolesti je stradalo više hiljada žrtava nakon okršaja kod Valjeva zbog toga što se leševi ljudi (i životinja) nisu mogli sahraniti. Ti leševi su nedeljama trunuli na otvorenom prostoru. Higijesnko stanje u većini logora i bolnica za srpske ranjenike je bilo užasno: procenat smrtnih slučajeva je bio veoma visok: 70-80%. Van Tinhovena su kasnije hvalili između ostalog i zbog njegove pomoći austrougarskim ratnim zarobljenicima.
I sam Van Tinhoven je sredinom februara oboleo od pegavog tifusa, usled čega je polovinom marta 1915. godine sa svojim odeljenjem morao da se vrati u Holandiju. Kažu da je dvanaest dana ležao bez svesti pod visokom temperaturom (preko 40 °C), tako da se vratio jako oslabljen.
Prema pisanju nemačkih novina, njegov povratak je nepravedno pripisan neprijatnostima sa srpske strane. Pravi razlog je bilo njegovo zdravstveno stanje, a u cilju potpunog oporavka; verovatno je bio i iscrpljen od rada. Pri njegovom povratku 16. marta 1915. godine, u Amsterdamu je, na molbu srpskog generalnog konzula, još jednom porekao glasine oko pojedinih uzajamnih razmirica. Nekoliko dana kasnije su obojica održali govor prilikom sahrane medicinskog radnika, brata A.F. Henkena u Hagu.

## Publikacije
Van Tinhoven je vodio ratne dnevnike i čuvao 'gomilu krajnje izvanrednih fotografija, koje je posvuda sam uslikavao, sa raznoraznim prikupljenim zanimljivostima'. Vođenje dnevnika su po svoj prilici naručila roterdamske dnevne novine Nieuwe Rotterdamsche Courant . Ovaj list je nakon njegovog povratka 1915. godine, ponešto od toga izdao u formi feljtona pod naslovom: Iz dnevnika jednog ratnog hirurga. (Dr. Van Tinhoven u Srbiji)'.
Takođe je pisao i izveštaje u novinskim člancima o svojim iskustvima, kao i knjigu Strahote rata u Srbiji: dnevnik ratnog hirurga Dr. A. Van Tinhovena (De gruwelen van den oorlog in Servië: het dagboek van de oorlogs-chirurg Dr. A. van Tienhoven), koju je napisao 1915. godine u saradnji sa poznatim piscem M.J. Bruseom (M.J. Brusse). Snaga knjige je ležala i u upotrebi fotografije. Svojeručne fotografije, poštovani „neutralni čitaoče, uslikane od strane vašeg pouzdanog i sabranog lekara, fotografije kukavički ubijenih staraca i raskomadanih žena i devojaka. Možeš da ih vidiš!
Iz predgovora: Moj intervju sa gospodinom M. J. Bruseom, objavljen u Novim roterdamskim novinama, u rubrici Među ljudima , naišao je na toliko interesovanje i izazvao je toliki broj pitanja, da sam ga sa zadovoljstvom dopunios i opremio fotografijama koje sam lično snimio, kako bi ga gospodin Bruse objavio kao zasebno izdanje. Sada kada moja sećanja više nisu namenjena neutralnim novinama, u više tačaka sam oštro istupio protiv okrutnosti koje su počinile austrijske trupe. Nisu u pitanju pojedinci, već vlada koja je svoje vojnike opremila najokrutnijim rasprskavajućim mecima. Osim toga, nadam se da će ova knjiga doprineti da se baci bolje svetlo na srpski narod. Trudio sam se da uvek na najobjektivniji način prikažem ono što sam video i zapažao. Hag, avgust 1915. godine, A. Van Tinhoven.
Svireposti koje su počinile i jedna i druga strana su opšte poznate. Tako su Austrijanci koristili eksplozivne metke, što je prema međunarodnom ugovoru bilo zabranjeno. Takođe su korišćeni i raspršivi ili tzv. dum-dum meci. Van Tinhoven je doneo primerke eksplozivnih metaka u Holandiju i dao da se ispita njihovo dejstvo.
Godine 1918. je napisao seriju priloga o svom radu kao hirurga za novine Het nieuws van den dag voor Nederlandsch-Indië.
U Beogradu je 2005. godine izašla njegova knjiga u prevodu Jelice Novaković- Lopušine.

## Francuska (1915 – 1919)
Van Tinhoven je polovinom avgustra 1915. godine otišao preko Velike Britanije i Francusku kako bi se priključio Crvenom Krstu Francuske. Francuska vlada je prihvatila njegove usluge kao hirurga i postavila ga na čelo hirurškog odeljenja bolnice u Vezulu (blizu Belfora) u Gornjoj Saoni. U međuvremenu je u Francusku iz Holandije pristigla velika ambulanta, takozvana Treub-ambulanta pod vođstvom dr. J.C.J. Birensa de Hana.Volgens de pers leek de sympathie in Nederland daarmee te verschuiven naar de geallieerde zijde, hoewel de nood in Servië en Montenegro duidelijk hoger was. Time je, prema pisanju štampe, naklonjenost Holanđana prešla u korist saveznika, iako je Srbiji i Crnoj Gori to svakako bilo mnogo potrebnije.
Njegova reputacija kao šefa hirurgije je stalno rasla. Uprkos njegovom odsustvu iz Francuske, krajem oktobra 1916. godine je imenovan za člana treće sekcije Društva za unapređenje fizike, medicine i hirurgije. Kasnije će biti postavljen na čelo holandske ambulante u Francuskoj, utvrđenoj u Bulonjskoj šumi u Parizu. Na posletku će i u ovoj zemlji dobiti visoko odlikovanje: Orden Legije časti.

## Albanija (1916)
U prvim mesecima 1916. godine Van Tinhoven je određeno vreme proveo u Albaniji, odakle je izveštavao za novine ''Algemeen Handelsblad''. U Draču i njegovoj okolini je bilo ulogoreno 130.000 Srba, gotovo bez odeće, hrane i medicinske pomoći: tamošnje prilike se, prema njegovom mišljenju, nisu mogle opisati.

## Privatni život
O Van Tinhovenovim aktivnostima nakon Prvog svetskog rata se jako malo zna. Godine 1920. je prisustvovao Petom internacionalnom kongresu hirurga u Parizu, gde je, izmeđuo ostalog, pričao i o vaskularnoj adheziji. Oženio se Jakobom Martom de Hrote (25. mart 1884– 26. april 1965) 30. septembra 1916. godine u Neji na Seni. Jakoba mu je asistirala kao medicinska sestra dok je radio kao ratni hirurg. Zajedno počivaju na Javnom groblju Novi Valkenven (Nieuw Valkenveen) u Nardenu.
Arijus van Tinhoven bio je brat novinara i pisca knjiga za decu A.B. van Tinhovena.

## Razno
U Beogradu je 2006. osnovan Centar za naučnu i kulturnu saradnju Srbije i zemalja nizozemskog govornog područja (www.ariusbeograd.com) koje je ponelo ime ARIUS u znak zahvalnosti za Van Tinhovenovu požrtvovanost i hrabrost.

## Spoljašnje veze
- Vladimir Krivošejev, STVORENE DA SVEDOČE - fotografije dr Arijusa van Tinhovena sa balkanskih ratišta 1912-1916
- Vladimir Krivošejev, VRANJE 1913 na fotografijamae dr Arijusa van Tinhovena
- Slika sa veridbe
- Medicinski tim u Parizu
- Dr. Van Tienhoven i glavna sestra A. Shiper
- Arius centar za naučnu i kulturnu saradnju Srbije i zemalja nizozemskog govornog područja Архивирано на веб-сајту  (1. јул 2016)
- Аријус ван Тинховен (2005). Страхоте рата у Србији: Дневник ратног хирурга : 1915. Утопија. ISBN 86-85129-16-8. Непознати параметар |orig-title= игнорисан (помоћ)
- Prevod (2016) Sa Srbima u Albaniji: iz dnevnika dr Arijusa van Tinhovena
- Dejan Ristić: Dnevnik ratnog hirurga Arijusa van Tinhovena, pristupljeno 11. septembra 2016.
- Valjevski Holanđanin u gradu smrti („Politika”, 8. februar 2017)
- Vranje 1913. godine na fotografijama dr Arijusa van Tinhovena (Vranjska plus, februar 2018)
- Holanđanin koji je spasao Srbe - svedočio je i o masakru austrougarskih trupa nad civilima (B92, 13. oktobar 2021)